# Coupe du Kazakhstan de football 1995
Navigation
Édition précédente Édition suivante
La Coupe du Kazakhstan 1995 est la 4e édition de la Coupe du Kazakhstan depuis l'indépendance du pays. Elle prend place du 9 mai au 7 novembre 1995.
Cette édition concerne exclusivement les seize clubs de la première division 1995.
La compétition est remportée par le Ielimeï Semeï qui s'impose en finale contre le SKIF-Ordabasy Chimkent pour remporter sa première coupe nationale et lui permettre de réaliser le doublé coupe-championnat. Le Ielimeï étant déjà qualifié pour la Coupe d'Asie des clubs champions 1996-1997, la place du vainqueur de la coupe en Coupe des vainqueurs de coupe est réattribuée au SKIF-Ordabasy en qualité de finaliste.

## Huitièmes de finale
Les matchs aller sont joués les 9 et 10 mai 1995 et les matchs retour le 14 mai suivant.
| Club                        | Score  | Club                        | Aller         | Retour        |
| --------------------------- | ------ | --------------------------- | ------------- | ------------- |
| Tobol Kostanaï (D1)         | 1 - 1E | (D1) Ansat Pavlodar         | 1 - 1         | 0 - 0         |
| Taraz Djamboul (D1)         | 5 - 2  | (D1) Kaïrat Almaty          | 3 - 0 Forfait | 2 - 2         |
| Kaynar Taldykourgan (D1)    | 2 - 6  | (D1) Ielimaï Semeï          | 2 - 2         | 0 - 4         |
| Mounaïshi Aqtaw (D1)        | 0 - 5  | (D1) Jiger Chimkent (ru)    | 0 - 2         | 0 - 3 Forfait |
| Tsesna Akmola (D1)          | 3 - 5  | (D1) SKIF-Ordabasy Chimkent | 1 - 2         | 2 - 3         |
| Batyr Ekibastouz (D1)       | 3 - 1  | (D1) Vostok Öskemen         | 3 - 0         | 0 - 1         |
| Chakhtior Karagandy (D1)    | 2 - 1  | (D1) Aktioubinets Aktobe    | 2 - 0         | 0 - 1         |
| Gorniak Khromtaou (en) (D1) | 1 - 1E | (D1) Bolat Temirtaw (en)    | 1 - 1         | 0 - 0         |

## Quarts de finale
Les matchs aller sont joués le 3 juillet 1995 et les matchs retour le 14 juillet suivant.
| Club                        | Score | Club                     | Aller   | Retour        |
| --------------------------- | ----- | ------------------------ | ------- | ------------- |
| Ansat Pavlodar (D1)         | 0 - 3 | (D1) Taraz Djamboul      | 0 - 0   | 0 - 3 Forfait |
| Ielimaï Semeï (D1)          | 4 - 1 | (D1) Jiger Chimkent (ru) | 3 - 0   | 1 - 1         |
| SKIF-Ordabasy Chimkent (D1) | 5 - 4 | (D1) Batyr Ekibastouz    | 5 - 1   | 0 - 3         |
| Chakhtior Karagandy (D1)    | 0 - 1 | (D1) Bolat Temirtaw (en) | Forfait | 0 - 1         |

1. ↑  Le Bolat s'impose initialement sur le score de 2 buts à 1. Le club est par la suite sanctionné d'une défaite technique pour avoir aligné un joueur inéligible.

## Demi-finales
Les matchs aller sont joués le 5 août 1995 et les matchs retour le 2 octobre suivant.
| Club                        | Score  | Club                     | Aller | Retour |
| --------------------------- | ------ | ------------------------ | ----- | ------ |
| Taraz Djamboul (D1)         | 2 - 2E | (D1) Ielimaï Semeï       | 2 - 1 | 0 - 1  |
| SKIF-Ordabasy Chimkent (D1) | 5 - 3  | (D1) Bolat Temirtaw (en) | 3 - 1 | 2 - 2  |

## Finale
Cette finale oppose le Ielimaï Semeï au SKIF-Ordabasy Chimkent. Les deux équipes disputent à cette occasion leur première finale de coupe.
La rencontre est disputée le 7 novembre 1995 au stade central d'Almaty. Au cours d'un match vierge en but pendant une grande partie du temps réglementaire, il faut attendre la 87e minute pour voir Andreï Mirochnitchenko (en) inscrire l'unique but du match pour donner l'avantage au Ielimaï, permettant au club de remporter sa première coupe nationale.
| Entraîneur :            |
| Vladimir Nikitenko (ru) |

| Entraîneur :     |
| Sergueï Maksimov |

| Entraîneur :            |
| Vladimir Nikitenko (ru) |

| Entraîneur :     |
| Sergueï Maksimov |